# 哈芝·莫哈末·西帝·喬德里
哈芝·莫哈末·西帝·喬德里（1912年—2004年2月27日）暱稱HMS Choudhri。是一名巴基斯坦海军軍官，軍銜為三星海军上将（相當於中將）。
1953年，他从皇家海军的海军少将詹姆斯·威尔弗雷德·杰福德手中接过指挥权，被任命为第二任巴基斯坦海军总司令，并于1953年至1956年在三名巴基斯坦總督手下任职，然后从1956年至1959年在兩位巴基斯坦总统手下任职。 由于对海军现代化计划的分歧，以及为了结束与陆军总部、巴基斯坦国防部和总统职位的军种间竞争，喬德里在1959年1月26日辞去了海軍司令的职务。 他是为数不多的因与文官政府意见分歧而辞去军职的军官之一，并最终于1959年2月28日由海军中将阿夫扎爾·拉曼·可汗接替。
他于2004年2月27日去世，埋葬在卡拉奇的一座军事墓地，并以最高榮譽军人的身份下葬。